# Joaquín Sorribas
Joaquín Sorribas Ariño (Laspaúles, Huesca, 27 de junio de 1978) es un exfutbolista español. Jugaba de centrocampista y en la actualidad es el director deportivo del Club Deportivo Toledo de la Segunda división  española.

## Biografía
Procedente de la localidad ribagorzana de Abella, perteneciente al municipio de Laspaúles. Tiene una extensa trayectoria en clubes de segunda división y destaca por su poderío físico, además de inteligencia táctica, por lo que puede jugar en cualquier puesto del centro del campo. En su etapa de cadete jugó en la UD Montañesa, luego en el Montearagón, pasando a la SD Huesca, Zaragoza B, Valencia B, etc.
El 3 de julio de 2015 anuncia que cuelga las botas, tras 20 temporadas repartidas entre Segunda División y Segunda División B, para suplir al frente de la Secretaría Técnica del CD Toledo a Chema Indias.
Al finalizar la temporada 2017/2018 abandona la secretaría deportiva del CD Toledo tras el descenso a tercera división de este equipo.

## Clubes
| Club                  | País   | Año       |
| --------------------- | ------ | --------- |
| S. D. Huesca          | España | 1996-1997 |
| Valencia B            | España | 1997-1998 |
| C.D. Binéfar          | España | 1998-1999 |
| Real Zaragoza B       | España | 1999-2003 |
| UD Almería            | España | 2003-2005 |
| AD Ceuta              | España | 2004-2005 |
| Real Unión de Irún    | España | 2005-2006 |
| Burgos Club de Fútbol | España | 2005-2006 |
| S. D. Huesca          | España | 2006-2013 |
| Club Deportivo Toledo | España | 2013-2015 |